# Prosopanche caatingicola
Prosopanche caatingicola är en tvåhjärtbladig växtart som beskrevs av R.F.Machado & L.P.Queiroz. Prosopanche caatingicola ingår i släktet Prosopanche och familjen Hydnoraceae. Inga underarter finns listade i Catalogue of Life.